# LT&SR Gunpowder Van 17
Die gedeckten Güterwagen nach Musterblatt 48 für den Transport von Schießpulver (im Englischen mit Gunpowder Van bezeichnet) der britischen London, Tilbury and Southend Railway (LT&SR) wurden 1904 gebaut.

## Geschichte
Die britischen Eisenbahngesellschaften waren einst für den Transport von Schießpulver zu militärischen Einrichtungen, Minen und Steinbrüchen verantwortlich und bauten dafür spezielle Güterwagen, um dieses sicher zu transportieren. Schießpulverwagen wurden in gewöhnlichen Güterzügen eingesetzt.
1904 ließ die LT&SR 25 solcher Wagen bei der Metropolitan Railway Carriage and Wagon Company bauen. Sie erhielten die Nummern 1787–1811. Normalerweise waren Güterwagen bei der LT&SR hellgrau lackiert. Diese zweiachsigen Spezialwagen waren rot mit weißer Beschriftung, damit man von weitem sehen konnte, dass hier sehr gefährliche Güter transportiert wurden.
Nach der Übernahme der LT&SR durch die Midland Railway (MR) 1912 wurden die Wagen entsprechend dem Nummernschema der MR umnummeriert und bekamen die Nummern 109985–110000, 115053, 117298–117300.